# هاینسویل، شهرستان همپشایر، ویرجینیای غربی
هاینسویل (به انگلیسی: Hainesville) یک منطقهٔ مسکونی در ایالات متحده آمریکا است که در شهرستان همپشر، ویرجینیای غربی واقع شده‌است.